# Мария Палеологина Кантакузина
Мария Палеологина Кантакузина (греч. Μαρία Παλαιολογίνα Καντακουζηνή; XIII век, Никейская империя — не ранее 1294, Византия) — племянница византийского императора Михаила VIII Палеолога. Жена великого доместика Алексея Филеса и царица Болгарии как жена Константина I Тиха и Ивайло. Регент Болгарского царства в 1271—1279 годах.

## Биография
Дочь Иоанна Кантакузина и Ирина Палеологини, сестры императора Михаила VIII Палеолога. По словам Георгия Пахимера, Мария была необычайно коварной и хитрой и имела сильное влияние на дворянство и духовенство. Он считает, что Мария поддержала военный переворот своего дяди, и именно она побудила его ослепить законного императора Иоанна IV Ласкариса, который был братом болгарской императрицы Ирины, второй жены царя Константина I Тиха. Известно, что мужем Марии в 1261-1264 годах был Алексей Филес, великий доместик и византийский военачальник.

### Жена Константина Тиха
Свержение и ослепление никейского императора Иоанна IV Ласкариса Михаилом VIII Палеологом в 1261 году оскорбило Константина Тиха, поскольку Константин был зятем свергнутого императора.
После смерти царицы Ирины Ласкарины в 1268 году Константин Тих добился примирения с Михаилом VIII, предложив взять в жёны византийскую принцессу из рода Палеологов. Михаил VIII предложил свою племянницу Марию; приданое ей составили черноморские порты Месемврия и Анхиал.
Мария и Константин Тих поженились в 1269 году. Однако распри из-за передачи обещанного приданого портили их отношения. Мария поняла, что поведение её дяди подрывает её положение в болгарском дворе, поэтому она надоумила своего мужа напасть на Михаила VIII. Он заключил союз с королём Сицилии Карлом I Анжуйским, который планировал кампанию против Михаила VIII грезя восстановить Латинскую империю. В ответ Михаил VIII выдал свою незаконную дочь Евфросинию за Ногай-хана из Золотой Орды, который, будучи византийским союзником, разграбил Болгарию в 1274 году.
В последние годы своего правления Константин Тих был частично парализован после падения с лошади и страдал от болезней. Мария фактически правила вместо мужа и короновала своего сына Михаила II Асеня соправителем вскоре после его рождения примерно в 1272 году. Мария руководила отношениями с Византийской империей в 1270-х годах и в 1275 году организовала отравление деспота Видина Якова Святослава, сильного претендента на болгарскую корону. Царица пригласила Якова Святослава в Тырново, пообещав усыновить его и позволить ему участвовать в управлении страной. В 1275 году Яков Святослав прибыл в Тырново, и действительно патриарх Болгарии Игнатий объявил его вторым сыном Марии на официальной церемонии. Яков умер вскоре после его возвращения в Видин. Георгий Пахимер обвиняет в его смерти Марию.

### Жена Ивайло
Из-за дорогостоящих и безуспешных войн, повторных набегов монголов и экономической нестабильности, в 1277 году Мария столкнулась с восстанием. Свинопас по имени Ивайло стал лидером недовольных, привлёк на свою сторону многих бедняков и заявил, что контролирует большую территорию. Царь Константин отправился против Ивайло, но был побеждён и убит. Хотя он сумел распространить свою власть на бо́льшую часть страны, он также встретил сопротивление: столица Тырново оставалась под контролем законного императора Михаила II Асеня и его матери Марии Кантакузины.
Успехи Ивайло обеспокоили византийского императора Михаила VIII Палеолога, который выдал свою старшую дочь Ирину за Ивана III Асеня, потомка правящей династии Болгарии, живущего при византийском дворе. Он решил посадить зятя на трон и направил войска в Болгарию. Чтобы этого не допустить, Мария Кантакузина заключила союз с Ивайло: овдовевшая царица вышла замуж за Ивайло, который в 1278 году был признан царём Болгарии; при этом он не сослал и не лишил наследства несовершеннолетнего Михаила II Асеня. Этот поступок Марии византийцы назвали «непристойным» и «нечистым», поскольку она, будучи потомком знатных семей Палеологов и Кантакузинов, вышла замуж за свинопаса, который убил её мужа. Михаил VIII объявил, что Мария «навлекла позор на свою семью» и «разрушила своё королевство».
Брак Ивайло и Марии был несчастлив. Пахимер пишет, что Ивайло терпеть не мог её проявления нежности и даже избил. Хотя Ивайло оказался плохим мужем, он успешно оборонял балканские перевалы от византийцев. Ивайло также успешно отражал мелкие набеги монголов, но в 1279 году большая монгольская армия на три месяца блокировала его в крепости Дуростора на Дунае. Слух о смерти Ивайло вызвал панику в Тырново, и дворянство сдалось византийской армии и приняло Ивана III Асеня в качестве нового царя. Михаил II Асень и беременная от Ивайло Мария Кантакузина были отправлены в ссылку в Константинополь.
У Марии Кантакузины и Ивайло была неизвестная по имени дочь.